# Zahrádka na Moravě

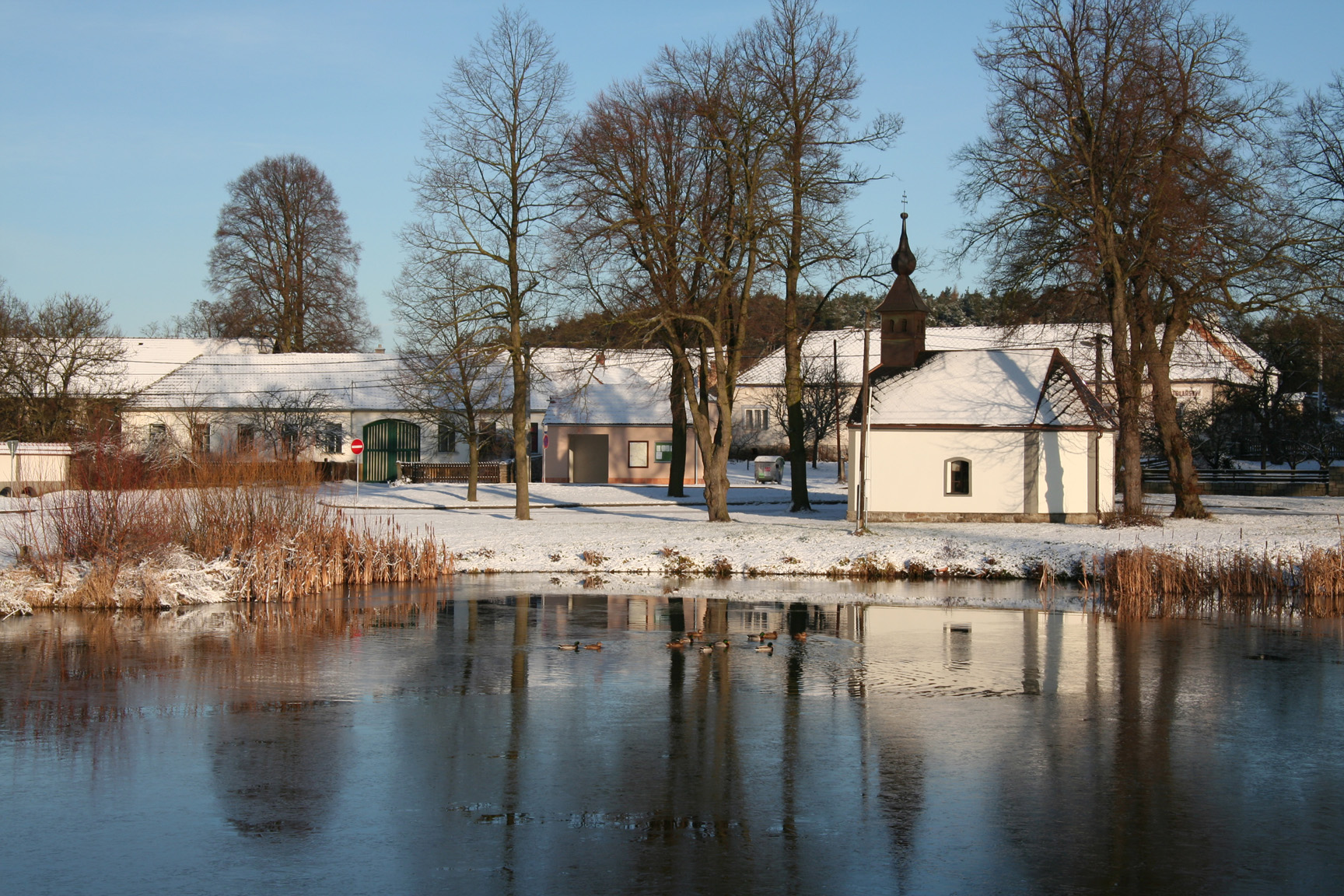
Ortszentrum mit Teich Vesník

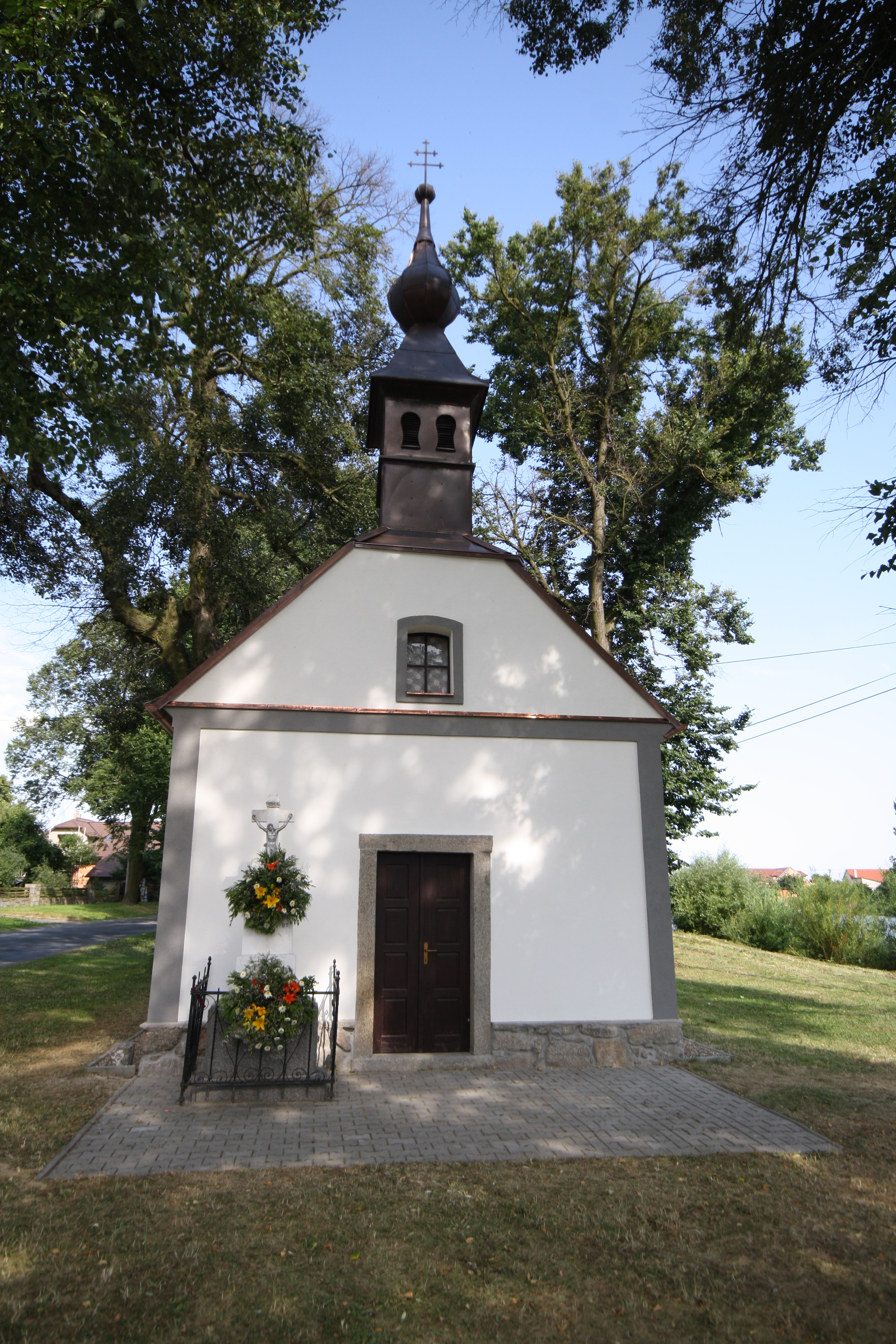
Kapelle der hl. Kyrill und Method

Zahrádka (deutsch Zahradka, 1939–45 Sachradka) ist eine Gemeinde in Tschechien. Sie liegt sechs Kilometer nordwestlich von Náměšť nad Oslavou und gehört zum Okres Třebíč.

## Geographie
Zahrádka befindet sich im Quellgebiet des Baches Žlebský potok auf einer Hochfläche der Jevišovická pahorkatina (Jaispitzer Hügelland) im Süden der Böhmisch-Mährischen Höhe. Gegen Nordwesten liegt das Tal der Oslava. Das Zentrum des Ortes bildet der Teich Vesník; weitere Teiche in der nahen Umgebung sind der Nohavice und der Mišník im Südosten sowie der Nový rybník im Süden. Westlich erhebt sich die Havary (501 m n.m.).
Nachbarorte sind Vaneč im Norden, Naloučanský Mlýn, Čikov und Jasenice im Nordosten, Čikovská Myslivna, Jasinka und Pucov im Osten, Naloučany, Ocmanice und Náměšť nad Oslavou im Südosten, Placký Dvůr und Častotice im Süden, U Nádraží und Pozďatín im Südwesten, Pyšel im Norden sowie Mihoukovice und Kamenná im Nordwesten.

## Geschichte
Die erste schriftliche Erwähnung des zur Feste Eywanč gehörigen Dorfes erfolgte 1353 als Přibka von Eywanč ihr Wittum in Častotice und Zahrádka ihren Söhnen Tobias und Sezema schenkte. Nach dem Tode der Brüder Sezema und Tobias von Eywanč fielen deren Güter Eywanč, Ocmanice, Studnice und Zahrádka um 1360 an den Landesherren heim. Markgraf Johann Heinrich schenkte die heimgefallenen Güter 1366 dem Johann von Meziříč, der Zahrádka seiner Frau Anna von Sternberg zusätzlich zu ihrer Morgengabe auf die Dörfer Kosikow, Rudikau, Hroznětin, Neustift und Zablate verschrieb.  Wenig später erwarb Bohuš von Eywanč Zahrádka, er verkaufte das Dorf 1373 zusammen mit Ocmanice an Johann d. Ä. von Meziříč. Im Jahre 1398 veräußerte Heinrich von Meziříč Zahradka an Niklas von Sedlec. Nachdem Latzek von Krawarn Zahrádka erworben hatte, wurde das Dorf wieder der Herrschaft Meziříčí zugeschlagen. Im Zuge der Teilung der Herrschaft durch die Herren von Krawarn wurde Zahrádka im Jahre 1437 zusammen mit der Burg Namiescht an Matthäus Schwanberg von Skrziwin veräußert und blieb danach immer bei Namiescht. 1674 gab es in Zahrádka sieben Ganzhüfner; ein weiteres Hufengut sowie eine Halbhüfnerstelle lagen noch seit dem Dreißigjährigen Krieg wüst. Ab 1752 gehörte die Herrschaft Namiescht den Grafen Haugwitz.
Im Jahre 1842 bestand das im Znaimer Kreis auf einer Anhöhe gelegene Dorf Zahradka aus 19 Häusern, in denen 116 Personen lebten. Abseits lag die Rozbichler Mühle. Pfarr- und Schulort war Pischello. Bis zur Mitte des 19. Jahrhunderts blieb Zahradka der Fideikommissgrafschaft Namiescht untertänig.
Nach der Aufhebung der Patrimonialherrschaften bildete Zahrádka / Zahradka ab 1849 einen Ortsteil der Marktgemeinde Namiest im Gerichtsbezirk Namiest. Ab 1869 gehörte Zahrádka zum Bezirk Trebitsch. Zu dieser Zeit hatte das Dorf 152 Einwohner und bestand aus 19 Häusern. Im Jahre 1894 lösten sich Zahrádka und Častotice von Namiest los und bildeten eine eigene Gemeinde. Seit 1899 führt die Straße von Namiest nach Budišov über den Dorfplatz. Im Jahre 1900 lebten in Zahrádka 161 Personen; 1910 waren es 135. Beim Zensus von 1921 lebten in den 34 Häusern der Gemeinde 227 Personen, darunter 226 Tschechen; in den 21 Häusern des Kernortes waren es 140 Personen. Im Jahre 1930 bestand Zahrádka aus 22 Häusern und hatte 143 Einwohner. Zwischen 1939 und 1945 gehörte Zahrádka / Sachradka zum Protektorat Böhmen und Mähren. 1948 wurde die Gemeinde dem Okres Velká Bíteš zugeordnet. Im Jahre 1950 hatte Zahrádka 117 Einwohner. Im Zuge der Gebietsreform und der Aufhebung des Okres Velká Bíteš wurde die Gemeinde am 1. Juli 1960 dem Okres Třebíč zugewiesen. Beim Zensus von 2001 lebten in den 48 Häusern der Gemeinde 128 Personen, davon 72 in Zahrádka (29 Häuser) und 56 in Častotice (19 Häuser).

## Gemeindegliederung
Die Gemeinde Zahrádka besteht aus den Ortsteilen Častotice (Czastotitz) und Zahrádka (Zahradka).
Das Gemeindegebiet gliedert sich in die Katastralbezirke Častotice und Zahrádka na Moravě.

## Sehenswürdigkeiten
- Kapelle der hl. Kyrill und Method auf dem Dorfplatz